# Derrick Alexander (giocatore di football americano 1973)
Derrick Alexander (Jacksonville, 13 novembre 1973) è un ex giocatore di football americano statunitense che ha militato nel ruolo di defensive end nella National Football League (NFL).

## Biografia
Al college, Alexander giocò a football a Florida State, vincendo un campionato NCAA nel 1993. Fu scelto come 11º assoluto nel Draft NFL 1995 dai Minnesota Vikings, davanti a grandi nomi come Hugh Douglas e Warren Sapp. Vi giocò per quattro stagioni, con un massimo di 7,5 sack nel 1998. L'anno successivo disputò l'ultima stagione della carriera con i Cleveland Browns. Dopo il ritiro passò diversi anni nella dirigenza dei Browns.

## Statistiche
| Sack       | 20,0 |
| Intercetti | 0    |